# Puchar Świata w skokach narciarskich w Garmisch-Partenkirchen
Puchar Świata w skokach narciarskich w Garmisch-Partenkirchen – zawody w skokach narciarskich, przeprowadzane rokrocznie 1 stycznia, w ramach Pucharu Świata w skokach narciarskich, od inauguracji tej imprezy, czyli od roku 1980. Dodatkowo każdy konkurs jest zaliczany do klasyfikacji Turnieju Czterech Skoczni. Areną zmagań jest skocznia Große Olympiaschanze w Garmisch-Partenkirchen. 

## Historia
W pierwszym tego typu konkursie na Große Olympiaschanze najlepszy okazał się Austriak Hubert Neuper. Rok później pierwsze zwycięstwo w Pucharze Świata odniósł tu Horst Bulau z Kanady. W sezonie 1981/82 w Garmisch-Partenkirchen triumfował reprezentant Norwegii, Roger Ruud. W 1983 na Große Olympiaschanze ponownie zwyciężył zawodnik Austrii. Tym razem był to Armin Kogler. Zawody w sezonie 1983/84 zakończyły się z kolei wygraną Jensa Weißfloga z NRD. Skoczek powtórzył swój wyczyn również rok później. W 1986 konkurs zakończył się triumfem Czechosłowaka, Pavla Ploca. W następnym roku organizatorzy doczekali się pierwszego zwycięstwa zawodnika gospodarzy podczas Pucharu Świata w Garmisch-Partenkirchen. Owym zawodnikiem był Andreas Bauer. Sezon 1987/88 to wygrana przyszłego multimedalisty Igrzysk Olimpijskich w Sarajewie, Matti Nykänena. Fin powtórzył swój wyczyn również w następnym konkursie, w 1989 roku. Następne dwa lata to ponowne zwycięstwa Jensa Weißfloga - w 1990 jako reprezentant NRD, a w 1991 już jako zawodnik zjednoczonych Niemiec. W tym drugim konkursie Weißflog triumfował ex aequo z Andreasem Felderem. Austriak z kolei zwyciężył samodzielnie rok później, w sezonie 1991/92. 1993 rok to pierwsza wygrana japońskiego skoczka podczas Pucharu Świata na Große Olympiaschanze - Noriakiego Kasai. Następne lata to dominacja Skandynawów. 1994 rok to wygrana przyszłego mistrza olimpijskiego z Lillehammer, Espena Bredesena. Rok później zwycięstwo odniósł Janne Ahonen. W sezonie 1995/96 triumfował z kolei Austriak, Reinhard Schwarzenberger. W 1997 po raz pierwszy zwycięstwo na Große Olympiaschanze odniósł reprezentant Słowenii, Primož Peterka. Rok później w Ga-Pa triumfował przyszły mistrz olimpijski z Hakuby, Kazuyoshi Funaki. W 1999 najlepszy w konkursie okazał się zawodnik gospodarzy, Martin Schmitt. Sezon 1999/00 to kolejne zwycięstwo austriackiego skoczka - tym razem Andreasa Widhölzla. Podczas pierwszego konkursu skoków narciarskich w XXI wieku Adam Małysz ustanowił niepobity do momentu wyburzenia obiektu, rekord Große Olympiaschanze - 129,5 m. Zawody wygrał jednak Noriaki Kasai. W 2002 w Ga-Pa triumfował, kroczący po cztery wygrane konkursy Turnieju Czterech Skoczni, Niemiec Sven Hannawald. Konkurs w sezonie 2002/03 zakończył się ponownym zwycięstwem Primoža Peterki. W następnym roku minimalne zwycięstwo nad Martinem Höllwarthem odniósł Norweg Sigurd Pettersen. W 2005 roku najlepszym na Große Olympiaschanze został Janne Ahonen. Rok później triumfował Czech Jakub Janda. Konkurs zaplanowany na 1 stycznia 2007 odbył się w zmiennych warunkach pogodowych. W ograniczonych do 1 serii zawodach najlepszym okazał się Szwajcar Andreas Küttel. Przed sezonem 2007/08 zburzono przestarzałą skocznię Große Olympiaschanze, na miejscu której powstał nowoczesny obiekt. Podczas pierwszych zawodów Pucharu Świata na przebudowanej skoczni triumfował Gregor Schlierenzauer. Austiak ustanowił przy tym rekord obiektu - 141,0 m.

## Podium poszczególnych konkursów PŚ w Garmisch-Partenkirchen
| Lp  | Data            | Skocznia             | K / HS | Uwagi | 1. miejsce                   | 2. miejsce                     | 3. miejsce         |
| --- | --------------- | -------------------- | ------ | ----- | ---------------------------- | ------------------------------ | ------------------ |
| 1.  | 1 stycznia 1980 | Große Olympiaschanze | K107   | TCS   | Hubert Neuper                | Jari Puikkonen                 | Johan Sætre        |
| 2.  | 1 stycznia 1981 | Große Olympiaschanze | K107   | TCS   | Horst Bulau                  | Per Bergerud                   | Armin Kogler       |
| 3.  | 1 stycznia 1982 | Große Olympiaschanze | K107   | TCS   | Roger Ruud                   | Manfred Deckert                | Andreas Bauer      |
| 4.  | 1 stycznia 1983 | Große Olympiaschanze | K107   | TCS   | Armin Kogler                 | Steinar Bråten                 | Jens Weißflog      |
| 5.  | 1 stycznia 1984 | Große Olympiaschanze | K107   | TCS   | Jens Weißflog                | Hansjörg Sumi                  | Klaus Ostwald      |
| 6.  | 1 stycznia 1985 | Große Olympiaschanze | K107   | TCS   | Jens Weißflog                | Jari Puikkonen                 | Klaus Ostwald      |
| 7.  | 1 stycznia 1986 | Große Olympiaschanze | K107   | TCS   | Pavel Ploc                   | Ernst Vettori                  | Primož Ulaga       |
| 8.  | 1 stycznia 1987 | Große Olympiaschanze | K107   | TCS   | Andreas Bauer                | Jukka Kalso                    | Ulf Findeisen      |
| 9.  | 1 stycznia 1988 | Große Olympiaschanze | K107   | TCS   | Matti Nykänen                | Staffan Tällberg               | Jens Weißflog      |
| 10. | 1 stycznia 1989 | Große Olympiaschanze | K107   | TCS   | Matti Nykänen                | Jens Weißflog                  | Risto Laakkonen    |
| 11. | 1 stycznia 1990 | Große Olympiaschanze | K107   | TCS   | Jens Weißflog                | Risto Laakkonen                | František Jež      |
| 12. | 1 stycznia 1991 | Große Olympiaschanze | K107   | TCS   | Jens Weißflog Andreas Felder | —                              | Stefan Horngacher  |
| 13. | 1 stycznia 1992 | Große Olympiaschanze | K107   | TCS   | Andreas Felder               | Toni Nieminen                  | Stefan Zünd        |
| 14. | 1 stycznia 1993 | Große Olympiaschanze | K107   | TCS   | Noriaki Kasai                | Jens Weißflog                  | Andreas Goldberger |
| 15. | 1 stycznia 1994 | Große Olympiaschanze | K107   | TCS   | Espen Bredesen               | Jens Weißflog                  | Takanobu Okabe     |
| 16. | 1 stycznia 1995 | Große Olympiaschanze | K107   | TCS   | Janne Ahonen                 | Andreas Goldberger             | Jani Soininen      |
| 17. | 1 stycznia 1996 | Große Olympiaschanze | K107   | TCS   | Reinhard Schwarzenberger     | Espen Bredesen                 | Jens Weißflog      |
| 18. | 1 stycznia 1997 | Große Olympiaschanze | K115   | TCS   | Primož Peterka               | Andreas Goldberger             | Takanobu Okabe     |
| 19. | 1 stycznia 1998 | Große Olympiaschanze | K115   | TCS   | Kazuyoshi Funaki             | Masahiko Harada                | Hiroya Saitō       |
| 20. | 1 stycznia 1999 | Große Olympiaschanze | K115   | TCS   | Martin Schmitt               | Janne Ahonen                   | Noriaki Kasai      |
| 21. | 1 stycznia 2000 | Große Olympiaschanze | K115   | TCS   | Andreas Widhölzl             | Masahiko Harada                | Janne Ahonen       |
| 22. | 1 stycznia 2001 | Große Olympiaschanze | K115   | TCS   | Noriaki Kasai                | Dmitrij Wasiljew               | Adam Małysz        |
| 23. | 1 stycznia 2002 | Große Olympiaschanze | K115   | TCS   | Sven Hannawald               | Andreas Widhölzl               | Adam Małysz        |
| 24. | 1 stycznia 2003 | Große Olympiaschanze | K115   | TCS   | Primož Peterka               | Adam Małysz Andreas Goldberger | —                  |
| 25. | 1 stycznia 2004 | Große Olympiaschanze | K115   | TCS   | Sigurd Pettersen             | Martin Höllwarth               | Georg Späth        |
| 26. | 1 stycznia 2005 | Große Olympiaschanze | HS125  | TCS   | Janne Ahonen                 | Thomas Morgenstern             | Georg Späth        |
| 27. | 1 stycznia 2006 | Große Olympiaschanze | HS125  | TCS   | Jakub Janda                  | Janne Ahonen                   | Matti Hautamäki    |
| 28. | 1 stycznia 2007 | Große Olympiaschanze | HS125  | TCS   | Andreas Küttel               | Matti Hautamäki                | Noriaki Kasai      |
| 29. | 1 stycznia 2008 | Große Olympiaschanze | HS140  | TCS   | Gregor Schlierenzauer        | Janne Ahonen                   | Michael Neumayer   |
| 30. | 1 stycznia 2009 | Große Olympiaschanze | HS140  | TCS   | Wolfgang Loitzl              | Simon Ammann                   | Harri Olli         |
| 31. | 1 stycznia 2010 | Große Olympiaschanze | HS140  | TCS   | Gregor Schlierenzauer        | Wolfgang Loitzl                | Simon Ammann       |
| 32. | 1 stycznia 2011 | Große Olympiaschanze | HS140  | TCS   | Simon Ammann                 | Pawieł Karielin                | Adam Małysz        |
| 33. | 1 stycznia 2012 | Große Olympiaschanze | HS140  | TCS   | Gregor Schlierenzauer        | Andreas Kofler                 | Daiki Itō          |
| 34. | 1 stycznia 2013 | Große Olympiaschanze | HS140  | TCS   | Anders Jacobsen              | Gregor Schlierenzauer          | Anders Bardal      |
| 35. | 1 stycznia 2014 | Große Olympiaschanze | HS140  | TCS   | Thomas Diethart              | Thomas Morgenstern             | Simon Ammann       |
| 36. | 1 stycznia 2015 | Große Olympiaschanze | HS140  | TCS   | Anders Jacobsen              | Simon Ammann                   | Peter Prevc        |
| 37. | 1 stycznia 2016 | Große Olympiaschanze | HS140  | TCS   | Peter Prevc                  | Kenneth Gangnes                | Severin Freund     |
| 38. | 1 stycznia 2017 | Große Olympiaschanze | HS140  | TCS   | Daniel-André Tande           | Kamil Stoch                    | Stefan Kraft       |
| 39. | 1 stycznia 2018 | Große Olympiaschanze | HS140  | TCS   | Kamil Stoch                  | Richard Freitag                | Anders Fannemel    |
| 40. | 1 stycznia 2019 | Große Olympiaschanze | HS142  | TCS   | Ryōyū Kobayashi              | Markus Eisenbichler            | Dawid Kubacki      |
| 41. | 1 stycznia 2020 | Große Olympiaschanze | HS142  | TCS   | Marius Lindvik               | Karl Geiger                    | Dawid Kubacki      |
| 42. | 1 stycznia 2021 | Große Olympiaschanze | HS142  | TCS   | Dawid Kubacki                | Halvor Egner Granerud          | Piotr Żyła         |
| 43. | 1 stycznia 2022 | Große Olympiaschanze | HS142  | TCS   | Ryōyū Kobayashi              | Markus Eisenbichler            | Lovro Kos          |
| 44. | 1 stycznia 2023 | Große Olympiaschanze | HS142  | TCS   | Halvor Egner Granerud        | Anže Lanišek                   | Dawid Kubacki      |
| 45. | 1 stycznia 2024 | Große Olympiaschanze | HS142  | TCS   | Anže Lanišek                 | Ryōyū Kobayashi                | Andreas Wellinger  |
| 46. | 1 stycznia 2025 | Große Olympiaschanze | HS142  | TCS   | Daniel Tschofenig            | Gregor Deschwanden             | Michael Hayböck    |

## Najwięcej razy na podium w konkursach indywidualnych
Uwzględnieni zawodnicy, którzy zdobyli minimum 2 miejsca na podium (stan na 1 stycznia 2025)
| Miejsce | Zawodnik              | Zwycięstwa | 2. miejsca | 3. miejsca | Razem |
| ------- | --------------------- | ---------- | ---------- | ---------- | ----- |
| 1.      | / Jens Weißflog       | 4          | 3          | 3          | 10    |
| 2.      | Gregor Schlierenzauer | 3          | 1          | 0          | 4     |
| 3.      | Janne Ahonen          | 2          | 3          | 1          | 6     |
| 4.      | Ryōyū Kobayashi       | 2          | 1          | 0          | 3     |
| 5.      | Noriaki Kasai         | 2          | 0          | 2          | 4     |
| 6.      | Matti Nykänen         | 2          | 0          | 0          | 2     |
| 6.      | Andreas Felder        | 2          | 0          | 0          | 2     |
| 6.      | Primož Peterka        | 2          | 0          | 0          | 2     |
| 6.      | Anders Jacobsen       | 2          | 0          | 0          | 2     |
| 10.     | Simon Ammann          | 1          | 2          | 2          | 5     |
| 11.     | Espen Bredesen        | 1          | 1          | 0          | 2     |
| 11.     | Andreas Widhölzl      | 1          | 1          | 0          | 2     |
| 11.     | Wolfgang Loitzl       | 1          | 1          | 0          | 2     |
| 11.     | Kamil Stoch           | 1          | 1          | 0          | 2     |
| 11.     | Halvor Egner Granerud | 1          | 1          | 0          | 2     |
| 11.     | Anže Lanišek          | 1          | 1          | 0          | 2     |
| 17.     | Dawid Kubacki         | 1          | 0          | 3          | 4     |
| 18.     | Armin Kogler          | 1          | 0          | 1          | 2     |
| 18.     | Andreas Bauer         | 1          | 0          | 1          | 2     |
| 18.     | Peter Prevc           | 1          | 0          | 1          | 2     |
| 21.     | Andreas Goldberger    | 0          | 3          | 1          | 4     |
| 22.     | Jari Puikkonen        | 0          | 2          | 0          | 2     |
| 22.     | Masahiko Harada       | 0          | 2          | 0          | 2     |
| 22.     | Thomas Morgenstern    | 0          | 2          | 0          | 2     |
| 22.     | Markus Eisenbichler   | 0          | 2          | 0          | 2     |
| 26.     | Adam Małysz           | 0          | 1          | 3          | 4     |
| 27.     | Risto Laakkonen       | 0          | 1          | 1          | 2     |
| 27.     | Matti Hautamäki       | 0          | 1          | 1          | 2     |
| 29.     | Klaus Ostwald         | 0          | 0          | 2          | 2     |
| 29.     | Takanobu Okabe        | 0          | 0          | 2          | 2     |
| 29.     | Georg Späth           | 0          | 0          | 2          | 2     |

## Najwięcej razy na podium według państw
Stan na 1 stycznia 2025
| Miejsce | Państwo        | Zwycięstwa | 2. miejsca | 3. miejsca | Razem |
| ------- | -------------- | ---------- | ---------- | ---------- | ----- |
| 1.      | Austria        | 12         | 11         | 5          | 28    |
| 2.      | Norwegia       | 8          | 5          | 3          | 16    |
| 3.      | Japonia        | 5          | 3          | 6          | 14    |
| 4.      | Finlandia      | 4          | 9          | 5          | 18    |
| 5.      | Niemcy         | 4          | 6          | 7          | 17    |
| 6.      | Słowenia       | 4          | 1          | 2          | 7     |
| 7.      | NRD            | 3          | 2          | 5          | 10    |
| 8.      | Szwajcaria     | 2          | 4          | 3          | 9     |
| 9.      | Polska         | 2          | 2          | 7          | 11    |
| 10.     | Czechosłowacja | 1          | 0          | 1          | 2     |
| 11.     | Kanada         | 1          | 0          | 0          | 1     |
| 11.     | Czechy         | 1          | 0          | 0          | 1     |
| 13.     | Rosja          | 0          | 2          | 0          | 2     |
| 14.     | Szwecja        | 0          | 1          | 0          | 1     |
| 15.     | Jugosławia     | 0          | 0          | 1          | 1     |